# ميلان-سان ريمو 2003
ميلان-سان ريمو 2003 هو سباق دراجات هوائية أقيم بتاريخ 22 مارس 2003، تكون السباق من مرحلة واحدة وامتدّ لمسافة 297 كم بسرعة 44.031 كم/س، استغرق السباق 6 ساعة 44 دقيقة 43 ثانية. فاز به الإيطالي باولو بتيني.

## الترتيب
| م                     | الدرّاج      | البلد   | الزمن                    |
| --------------------- | ----------- | ------- | ------------------------ |
| الفائز بالترتيب العام | باولو بتيني | إيطاليا | 6 ساعة 44 دقيقة 43 ثانية |